# Paphiopedilum barbatum
Paphiopedilum barbatum là một loài thực vật có hoa trong họ Lan. Loài này được (Lindl.) Pfitzer mô tả khoa học đầu tiên năm 1888.

## Hình ảnh

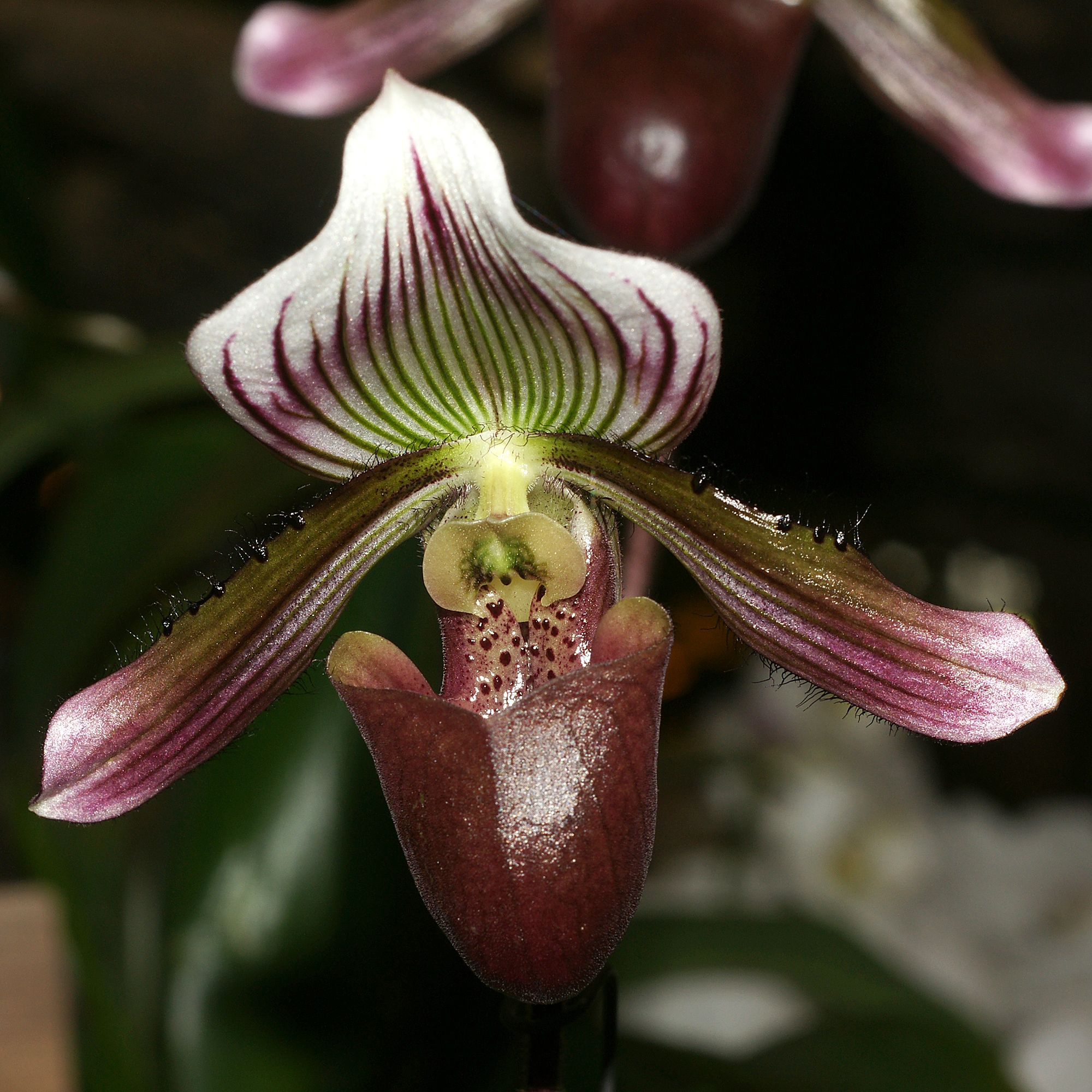
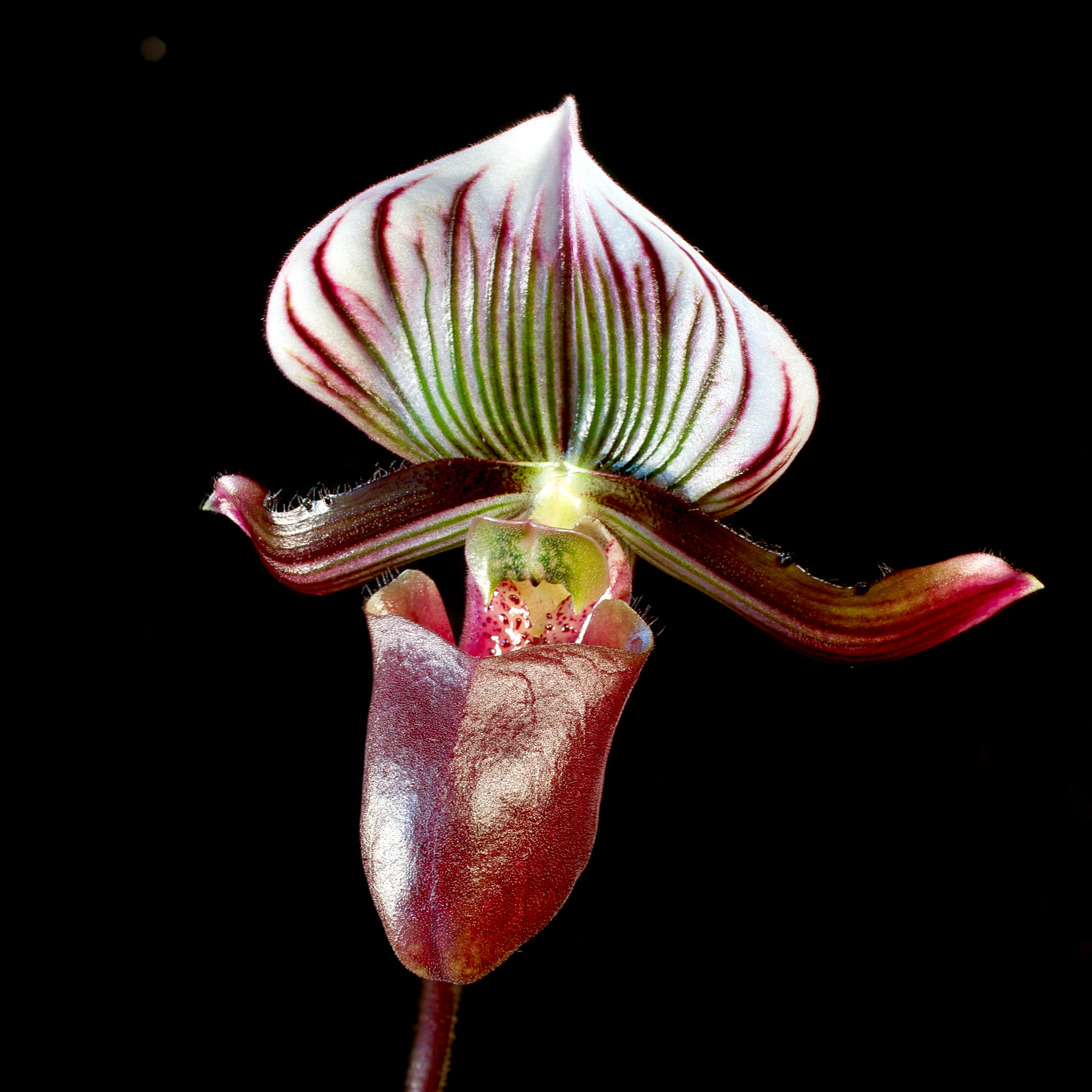